# Alloscirtetica porteri
Alloscirtetica porteri är en biart som först beskrevs av Ruiz 1938.  Alloscirtetica porteri ingår i släktet Alloscirtetica och familjen långtungebin. Inga underarter finns listade i Catalogue of Life.